# Sint-Catharinakerk (Leeuwarden)
De Sint-Catharinakerk was een van de drie middeleeuwse parochiekerken in de Nederlandse stad Leeuwarden (de andere twee waren de Sint-Vituskerk van Oldehove en de Sint-Mariakerk van Nijehove).

## Geschiedenis
Het geslacht Cammingha liet in de late middeleeuwen in de buurt Hoek een kapel stichten, waardoor zij tot een afzonderlijke parochie werd verheven. Deze kapel werd later de kerk van Hoek, gewijd aan de heilige Catharina van Alexandrië.
De middeleeuwse kerk was 23 meter lang en tien meter breed. Op de voorgevel stond een gemetseld torentje met spits. De gevel aan de zuidzijde had vier spitsboogramen tussen steunberen. Aan de noordzijde met drie ramen was de pastorie aangebouwd. De kloostermoppen en de vorm van de raamomlijsten, die vergelijkbaar zijn met de Grote of Jacobijnerkerk, duiden op een kerk die dateerde uit de 14e eeuw.
Op 9 oktober 1578 begon de Leeuwarder beeldenstorm. De kerk werd geplunderd en werd daarna niet meer voor de eredienst gebruikt. Na de Reformatie in 1580 deed de Hoeksterkerk achtereenvolgens dienst tot opname van  pestlijders (1581-83) als 's Lands Tuig- en Ammunitiehuis (tot 1691), Spinhuis (1695), zijdeweverij (1715). In 1834 werd het bouwvallige kerkgebouw grotendeels gesloopt in opdracht van stadsbouwmeester Gerrit van der Wielen. Alleen de noordelijke muur bleef staan. Het nieuwe gebouw Voorstreek 106 kreeg de functie van Stadswerkhuis (1834), hulpziekenhuis voor besmettelijke ziekten (1875), Diaconessenhuis (1882) en kerkgebouw van de Vrije Evangelische gemeente (1894).